# Samedan
Samedan (tot 1943 officieel in het Duits Samaden; Italiaans (verouderd): Samedano of Samada) is een gemeente in het Zwitserse Oberengadin, het zuidwestelijk deel van het Engadin, en behoort tot het kanton Graubünden.
De plaats ligt op het punt waar de Berninabach uitmondt in de Inn. Samedan is op een steenworp afstand gelegen van de belangrijke wintersportplaatsen Pontresina en Sankt Moritz. Het stadje telt enkele statige gebouwen waaronder het gemeentehuis dat hier Chesa Comunela genoemd wordt. Boven Samedan is een van de oudste kerken van het Oberengadin te vinden: de Sankt Peter (1136).
Door de hoge ligging kent de plaats een echt bergklimaat. De temperatuur in Samedan zakt op 260 dagen per jaar onder het vriespunt. Zelfs de maand juli telt gemiddeld 5 vorstdagen. 's Winters zijn nachttemperaturen van -20°c hier zeer gewoon.
Nabij Samedan ligt Luchthaven Samedan, de hoogstgelegen luchthaven van Europa waar middelgrote straalvliegtuigen kunnen landen. Er is tevens een REGA-reddingshelikopter gestationeerd. Een speciale kleine landingsbaan voor zweefvliegtuigen trekt 's zomers zweefvliegers vanuit heel Europa. Naast het zweefvliegveld is voor hen een camping ingericht.
Samedan is een belangrijk spoorwegknooppunt in het netwerk van de Rhätische Bahn (RhB). Het is een overstapstation voor vier richtingen: Sankt Moritz, Pontresina-Tirano, Scuol, en Filisur-Thusis-Chur. Veel onderhoudswerkzaamheden van de RhB worden in Samedan uitgevoerd.
In Samedan is het enige ziekenhuis van Oberengadin, en het enige volledig uitgeruste ziekenhuis in Sudbunden, een regio die strekt van de Oostenrijkse tot de Italiaanse grenzen van het Engadin en Val Bregaglia, Val Mustaïr en Val Poschiavo. Het ziekenhuis beschikt over alle gangbare specialismen, met uitzondering van hart- en neurochirurgie, en vervult hiermee ook deels een tertiaire functie, als aanvulling op de zeer kleine ziekenhuizen in Scuol, Mustaïr en Soglio.

## Geboren
- Selina Chönz (1919-2000), schrijfster
- Gerben Hellinga (1937), Nederlands toneelschrijver
- Selina Gasparin (1984), biatlete
- Elisa Gasparin (1991), biatlete
- Aita Gasparin (1994), biatlete
- Michelle Gisin (1993), alpineskiester

## Overleden
- Lily Abegg (1901-1974), journaliste en redactrice
- Selina Chönz (1919-2000), schrijfster
- Clara Sandri (1918-2004), laborante en histologe